# Incontri internazionali di rugby a 15 di fine anno 2004
Nel rugby a 15 è tradizione che a fine anno (ottobre-dicembre) si disputino una serie di incontri internazionali che gli europei chiamano "Autumn International"  e gli appassionati dell'emisfero sud "Springtime tour". In particolare le nazionali dell'emisfero Sud si recano in tour in Europa.
Protagonisti della serie di tour autunnali del 2004 sono l'Argentina di Felipe Contepomi capace di superare la Francia, la  Nuova Zelanda che centra tre vittorie su tre e l'Nuova Zelanda capace di battere nell'ordine Canada Australia e Sudafrica. Queste due squadre sembrano appannate, mentre i Bianchi, affidati ad Andy Robinson sembrano rinatui, malgrado l'assenza di Jonny Wiliknson
- Giappone in Europa: sconfitte record per i giapponesi contro Scozia e Galles:

| Perth 13 novembre 2004 | Scozia | 100 – 8 | Giappone |  |

| Ascoli Piceno 20 novembre 2004 | Italia | 10 – 25 | Giappone | Stadio Cino e Lillo Del Duca |

| Cardiff 26 novembre 2004 | Galles | 98 – 0 | Giappone |  |

- Canada in Europa:

Contro un'Italia determinata, il Canada soffre la mancanza dei giocatori impegnati in Inghilterra nel campionato. Non andrà meglio comunque neanche una settimana dopo contro l'Inghilterra.
| L'Aquila 6 novembre 2004 | Italia | 51 – 7 | Canada | Stadio Tommaso Fattori |

| Londra 13 novembre 2004 | Inghilterra | 70 – 0 | Canada | Twickenham |

- USA in Europa:

| Dublino 20 novembre 2004 | Irlanda | 55 – 6 | Stati Uniti | Lansdowne Road |

| Biella 27 novembre 2004 | Italia | 43 – 25 | Stati Uniti |  |

- Romania in Galles:

| Cardiff 12 novembre 2004 | Galles | 66 – 7 | Romania | Millennium |

- Nuova Zelanda in Europa:

| Roma 13 novembre 2004 | Italia | 10 – 59 | Nuova Zelanda | Stadio Flaminio |

| Parigi 20 novembre 2004 | Galles | 25 – 26 | Nuova Zelanda | Stade de France |

| Parigi 27 novembre 2004 | Francia | 6 – 45 | Nuova Zelanda | Stade de France |

- Argentina in Europa:

La squadra Argentina, al completo con tutti i giocatori impegnati nel campionato francese conquista una storica vittoria a Marsiglia proprio contro i Francesi. Grazie anche all'imprecisione al calcio di Jean-Baptiste Élissalde e Frédéric Michalak, ma soprattutto alla precisione di Felipe Contepomi e all'ispirazione di Agustín Pichot, i "Pumas " centrano un grande successo.  Contro l'Irlanda di Ronan O'Gara e Brian O'Driscoll i pumas cedono all'ultimo minuto di una partita equilibratissima. Proprio un drop di O'Gara decide il match.
| Marsiglia 20 novembre 2004 | Francia | 14 – 24 | Argentina | Velodrome |

| Dublino 27 novembre 2004 | Irlanda | 21 – 19 | Argentina | Lansdowne Road |

- Australia in Europa:

| Edimburgo 6 novembre 2004 | Scozia | 14 – 31 | Australia | Murrayfield |

| Parigi 13 novembre 2004 | Francia | 27 – 14 | Australia | Stade de France |

| Edimburgo 20 novembre 2004 | Scozia | 17 – 31 | Australia | Murrayfield |

| Londra 27 novembre 2004 | Inghilterra | 21 – 19 | Australia | Twickenham |

- Sudafrica in Europa e Argentina:

Il Sud Africa visita l'Europa e poi in Argentina, dove è preceduta dalla nazionale "A".
| Cardiff 6 novembre 2004 | Galles | 36 – 38 | Sudafrica | Millennium |

| Dublino 13 novembre 2004 | Irlanda | 17 – 12 | Sudafrica | Lansdowne Road |

| Londra 20 novembre 2004 | Inghilterra | 32 – 16 | Sudafrica | Twickenham |

| Edimburgo 27 novembre 2004 | Scozia | 10 – 45 | Sudafrica |  |

| Buenos Aires 4 dicembre 2004 | Argentina | 7 – 39 | Sudafrica |  |